# ولگا ولگا
ولگا ولگا (روسی: Волга-Волга) فیلمی در ژانر کمدی به کارگردانی گریگوری الکساندرف است که در سال ۱۹۳۸ منتشر شد. از بازیگران آن می‌توان به لیوبف ارلووا و ایگور ایلینسکی اشاره کرد.